# Diodora arnoldi
Diodora arnoldi är en snäckart som beskrevs av J. H. McLean 1966. Diodora arnoldi ingår i släktet Diodora och familjen nyckelhålssnäckor. Inga underarter finns listade i Catalogue of Life.